# Aladim

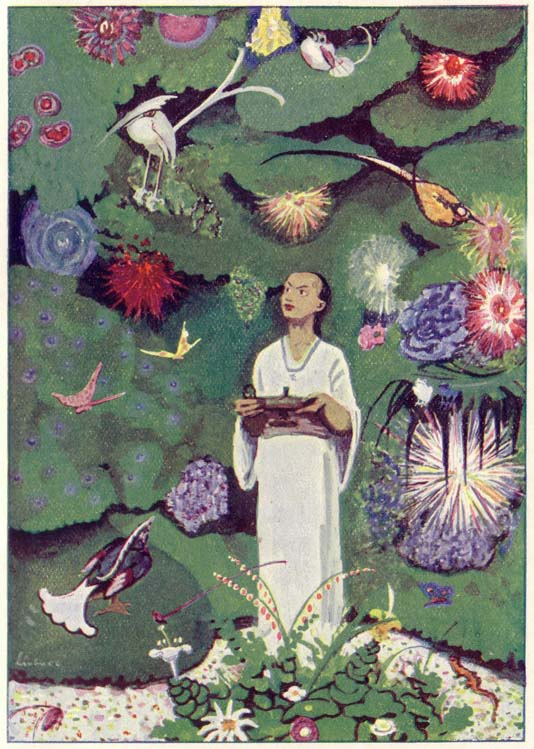
Aladim no Jardim Mágico, ilustração de Max Liebert, de Aladin und die Wunderlampe, de Ludwig Fulda.

Aladim ou Aladino (em árabe: علاء الدين; romaniz.: ʻAlāʼ ad-Dīn, literalmente "nobreza da fé") é um personagem fictício do conto de origem árabe conhecido como Aladim e a Lâmpada Maravilhosa.
O conto de Aladim é um dos mais famosos da coletânea árabe As Mil e Uma Noites. Sabe-se, porém, que a história foi acrescentada à coletânea pelo orientalista francês Antoine Galland, responsável pela tradução que popularizou a obra no Ocidente.

## Origens
Não existem manuscritos árabes com a história de Aladim anteriores ao século XVIII. Segundo Antoine Galland, primeiro tradutor ocidental das Mil e Uma Noites, foi um contador de histórias chamado Hanna Diab, um maronita de Alepo, que lhe narrou o conto de Aladim e a Lâmpada Maravilhosa em sua casa, em 1709. Só no século XVIII a narrativa passou a constar nos manuscritos árabes das Mil e Uma Noites.
A origem do conto é difícil de datar pela falta de elementos no texto que ajudem a situar a ação. Segundo o estudioso René R. Khawam, é possível que o conto tenha origem na segunda metade do século XI, entre a história de Simbad (fins do século VIII) e as Mil e Uma Noites (compiladas em árabe a partir do século XIII). Outros supõem uma origem ainda mais antiga, como E. Gáll, que encontrou paralelos com histórias contidas em papiros da Antiguidade helenística e romana do Egito e com a prática do roubo de tumbas egípcias, o que o fez propor que a história poderia se ter originado no século VII, após a conquista árabe do Egito. Ainda outros autores creem que o conto de Aladim contém muitos elementos europeus - introduzidos na versão de Galland - e que as versões árabes, inclusive as folclóricas, seriam baseadas nesta.

## Sinopse
Aladim nasceu na China, entendido na Idade Média árabe como a parte da Rota da Seda que compreendia a região do Quirguistão e Sinquião (no noroeste da atual China). O conto possui diversas edições, mas a maioria delas preserva o teor central do enredo. Na versão do francês Antoine Galland, que inspirou as variadas traduções nos diferentes idiomas no Ocidente, o protagonista Aladim é descrito como um jovem adolescente que se recusa a aprender o ofício do pai, que é alfaiate, sendo descrito por sua mãe como imaturo, "esquecido que não é mais criança". Mesmo depois da morte do pai, quando tinha quinze anos, ele não se modifica – é travesso e prefere brincar a trabalhar. Por este motivo, é também descrito como mau e desobediente.
Aladim mantém-se despreocupado com uma definição para sua vida até ter um encontro com um feiticeiro ou mágico, que o procurava. Este encontro foi determinante para modificar sua trajetória. O mago, possuidor de muitos poderes e capaz de realizar muitos feitiços, procura Aladim como um auxiliar eficaz para concretização de uma meta específica – obter uma "lâmpada maravilhosa", uma lamparina semelhante àquelas utilizadas na iluminação doméstica, mas que continha um "gênio" (em árabe djin) que a habitava e que era capaz de realizar todo e qualquer desejo a ele dirigido. A lamparina com o gênio era para o mago um recurso mágico que lhe daria mais poderes e que lhe permitiria realizar os desejos irrestritamente; mas ela estava guardada no interior de um jardim encantado, em uma espécie de gruta ou caverna, que continha muitas jóias e moedas de ouro.
O mago pede a Aladim que entre na caverna misteriosa para retirar de lá a lâmpada e, em troca, lhe oferece uma fortuna. Entrega-lhe um anel mágico para sua proteção. Aladim entra na caverna e pega a lâmpada, mas o mago tenta ludibriá-lo na saída da gruta, e ele acaba preso na caverna com a lâmpada. O gênio que habitava a lâmpada se manifesta após um gesto acidental de esfregá-la, e concede a Aladim a realização de seus pedidos, que são todos consumados. Um dos desejos de Aladim foi o de se tornar um príncipe e desposar a princesa, filha do sultão. Ao transformar radicalmente sua realidade pessoal tornando-se príncipe, transforma-se em adulto, casa-se e passa a ser o governador de seu reino. Mas antes ainda enfrenta duas provações.
A primeira é quando o feiticeiro, tempos depois, retorna e, fazendo-se passar por um mercador excêntrico que "troca lâmpadas velhas por novas", consegue obter a lâmpada mágica da mulher de Aladim e ordena ao gênio que transfira o palácio de Aladim para sua terra, o Magreb africano. Felizmente, Aladim conserva o anel mágico, invoca seu gênio, ao qual pede que o transporte ao Magreb, onde mata o feiticeiro, recupera a lâmpada e traz de volta seu palácio.
Tempos depois, o irmão do feiticeiro resolve vingar aquela morte, assassinando uma velha asceta e curandeira e, "usando os trajes dela e imitando-lhe os modos", engana a mulher de Aladim e se introduz no palácio. Aladim, alertado pelo gênio da lâmpada, mata o impostor. Doravante, "levou com a esposa [...] uma vida plena de felicidade, alegria e regozijo, até que lhe adveio o destruidor dos prazeres e separador das gentes".

## Adaptações
O conto foi adaptado inúmeras vezes para o teatro, ópera, literatura e cinema. Uma adaptação com bastante êxito, em termos de audiência, foi o desenho animado de longa-metragem de Disney, Aladdin, estreado em 1992.
O longa também ganhou uma série televisiva de duas continuações: The Return of Jafar e Aladdin e os 40 Ladrões. Um jogo eletrônico também foi lançado. No Brasil, um filme intitulado Aladim e a Lampada Maravilhosa foi lançado, estrelado por Renato Aragão e Os Trapalhões.
O personagem também foi a inspiração para o nome do protagonista do anime Magi: The Labyrinth of Magic.
Na sexta temporada da série Once Upon a Time, Aladdin é procurado por Jasmine, princesa de Agrabah, para encontrar uma arma chamada "Diamante Bruto" que livraria o reino do temível Jafar. Porém, um acidente põe a vida dos heróis em risco, revelando que Aladdin tem poderes de luz e é o Salvador de Agrabah.